# 澳大利亚漏斗网蜘蛛
毒疣蛛亞科（亞科名：Atracinae）俗称澳大利亞漏斗網蜘蛛（Australian funnel-web spider），常简称斗蛛（atracid），是毒疣蛛科的下的唯一的亞科，是一種在澳大利亞生活的蜘蛛。
某些斗蛛可产生对靈長類有毒性的毒液，其中六种斗蛛具致命劇毒，可對人類造成極大的傷害。雄蛛的毒性是雌蛛的五倍，牠們的毒液會引起過敏反應，輕則嘔吐，重則喪命。被咬的人要保持冷靜，不能走動，以免加速毒液在體內循環，可以的話，帶同咬人的斗蛛到醫院急症室求診。
研究一再質疑該組的分類地位，往往發現它們與Actinopodidae科相關。該亞科所有成員都是澳大利亞本地物種，由三個屬：Atrax、Hadronyche和Illawarra組成，包括35個種。 許多物種會產生對人類危險的毒液，其中六種物種的蜘蛛咬傷會造成受害者嚴重傷害。悉尼漏斗網蜘蛛（Atrax robustus）和北部樹棲漏斗網蜘蛛（Hadronyche formidabilis）的咬傷可能是致命的，但自從引入現代急救技術和抗蛇毒血清以來，沒有發生過死亡事件。

## 医学意义
某些澳大利亚漏斗网蜘蛛是世界上最危险的蜘蛛种群之一，从临床病例的数量还是毒液的毒性來看，这些种类被视为最致命的蜘蛛。其中的六种都曾给人們带来严重的伤害，包括悉尼漏斗网蜘蛛（Atrax robustus）、北部树栖漏斗网蜘蛛 （Hadronyche formidabilis）、南部树栖漏斗网蜘蛛 （H.cerberea），蓝山漏斗网蜘蛛（H.versuta）、达令草地漏斗网蜘蛛（H.infensa）以及麦觉理港漏斗网蜘蛛（H. macquariensis）。
叮咬记录研究显示游荡的雄性蜘蛛占所有漏斗网蜘蛛对人类致命叮咬的绝大部分，即使这并不是全部。成年雄性蜘蛛可以根据不同的触须末端来辨认，它们经常在每年的温暖月份在地上游荡，寻找接受交配的雌性来交配。它们會被水源吸引，且经常在游荡时掉进游泳池，因此经常在游泳池中被发现。这些蜘蛛有时能够在水中浸泡数小时仍存活，而且可以在被从水中移出时进行叮咬:p.313–22。它们也经常出没于悉尼郊区的车库以及庭院中。它们会在感到威胁时积极防卫自身。与通常人们的普遍认识不同，漏斗网虽然能够跑的很快，但是它们并不能跳跃:p.313–22。
尽管一些剧毒漏斗网蜘蛛在叮咬时通常不会注射毒液，但是它们中的大部分都会这么做。通常叮咬大型动物时会注射少量毒液，这很可能由于毒牙的角度，它们的毒牙不是水平对置的，而且事实上在很短的叮咬后它们就被弄掉了。大约有10%到25%的叮咬被认为能够产生极大毒性 ，由于这种可能性无法预测，所有的叮咬都要被认为是很可能危及生命的。漏斗网蜘蛛通常不具有进攻性，但是它们会在受到惊吓或威胁后积极防卫。在攻击时，漏斗网蜘蛛通常紧紧附着在目标上进行反复叮咬，对攻击目标来说，这就成为了一次特别痛苦的经历，并且也增加了致命毒液螫入的风险。
悉尼漏斗网蜘蛛曾造成13人死亡（其中7人是儿童）。在所有能够确定叮咬蜘蛛性别的案例中，发现都是雄性蜘蛛。北部树栖漏斗网蜘蛛是漏斗蜘蛛的一种，它被认为能够引起致命的毒液螫入。但迄今为止，这还是缺少特别医疗报告的支持。关于北部树栖漏斗网蜘蛛的毒液文章表明，几种悉尼漏斗网蜘蛛与它的毒液相似。

### 症状
这些蜘蛛叮咬后的中毒症状十分相似。由于刺入皮肤上毒牙的大小，使得最开始叮咬非常疼痛。通常可见刺入的痕迹以及局部出血。如果大量毒液螫入发生时，症状通常在几分钟内出现并发展十分迅速。
系统毒液螫入的早期症状包括出现鸡皮疙瘩、流汗、口部及舌部周围出现麻刺感（最开始出现在面部及肋间）、流涎、眼泪分泌增加、心跳加快及血压升高。随着系统毒液螫入的发展，後續症状包括恶心、呕吐、呼吸短促（由气道堵塞引起）、焦虑不安、意识混乱、打滚、表情痛苦、肌肉痉挛、肺水肿（神经性或高血压引起）、代谢性酸中毒以及严重高血压。严重毒液螫入的最终阶段包括瞳孔散大（通常出现瞳孔固定）、不受控制的全面肌肉颤搐、意识消失、颅内压力增加及死亡。进行性低血压或可能出现由脑水肿引起的颅内压力升，通常可造成死亡
。
严重毒液螫入的发病十分迅速。在一项预期研究中，毒液螫入的中位时间为28分钟，只有两例在两小时后发作（两例中都使用了压力固定绷带）。死亡发生的时间范围从15分钟（小孩被叮咬时发生）到三天。